# Rhinocricus ecuadorensis
Rhinocricus ecuadorensis är en mångfotingart som beskrevs av Chamberlin 1955. Rhinocricus ecuadorensis ingår i släktet Rhinocricus och familjen Rhinocricidae. Inga underarter finns listade i Catalogue of Life.